# Sura-Linie
Die Sura-Linie (auch Pensa-Verteidigungslinie genannt) war eine Verteidigungslinie während des Zweiten Weltkrieges längs des Flusses Sura im Bereich der Stadt Pensa westlich des großen Wolgabogens bei Kasan. Sie bestand aus Bunkern, Feldbefestigungen und Panzerabwehrgräben und wurde im Herbst 1941 hastig angelegt, um nach einem möglichen Fall Moskaus eine Verteidigungslinie westlich der Wolga zu halten. Der Bau der Verteidigungsanlagen begann am 28. Oktober 1941 und endete am  21. Januar 1942. Zum Bau der Linie wurden mehr als 100.000 Menschen herangezogen meist zwangsrekrutierte Zivilisten und Freiwillige sowie Pioniereinheiten der Roten Armee. Das Stellungssystem erstreckt sich über eine Länge von 45 Kilometern.
Die Verteidigungslinie existierte bis 1944. Danach wurde sie aufgegeben, da sie aufgrund des sowjetischen Vormarsches nach Westen nicht mehr benötigt wurde.